# Jimmy Gavin
Jimmy Gavin (Arlington Heights, 28 agosto 1991) è un cestista statunitense.

## Palmarès
- Coppa d'Olanda: 1

Donar Groningen: 2022